# Paku Alam VIII
Paku Alam VIII (Yogyakarta, 10 aprile 1910 – Yogyakarta, 11 settembre 1998) è stato un sovrano e politico indonesiano.
Fu l'ottavo principe di Pakualaman.

## Biografia

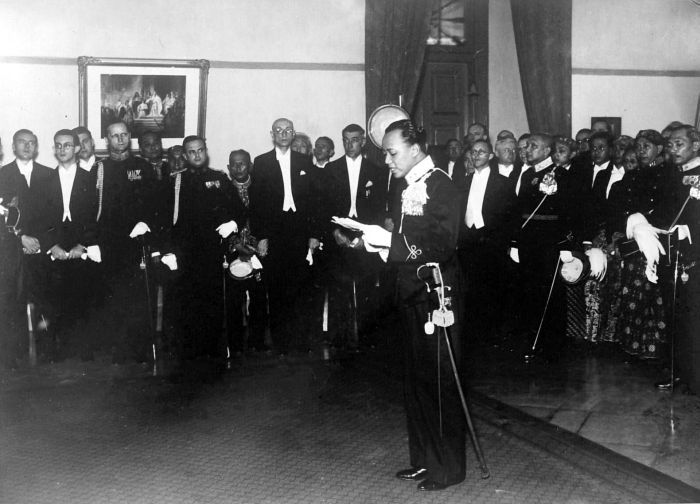
Paku Alam VIII pronuncia il proprio discorso di ascesa al trono nel 1937

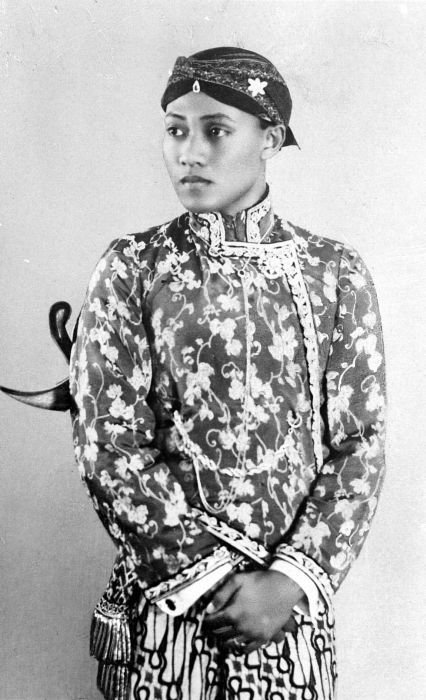
Il giovane principe Paku Alam VIII nel 1938 col costume tradizionale indonesiano

Figlio di Paku Alam VII, studiò alla scuola europea di Yogyakarta.
Dopo la morte del padre nel 1937, venne incoronato suo successore al trono del principato di Pakualaman. Pur venendo costretto a subire dal 1942 l'invasione giapponese dell'Indonesia, si adoperò segretamente per il raggiungimento dell'indipendenza del suo paese. Il 19 agosto 1945 insieme a Hamengkubuwono IX, Paku Alam VIII inviò un telegramma a Sukarno dichiarandosi disposto a sostenere l'istituzione della Repubblica di Indonesia, ufficializzando l'unione del proprio principato allo stato centrale il 5 settembre di quello stesso anno con un proprio decreto. Per questo suo impegno, lo stato indonesiano decise di riconoscere all'ex principato di Pakualaman lo status di regione speciale, inglobandosi in quella di Yogyakarta.
Non venne privato delle proprie prerogative principesche, ed anzi successivamente ottenne la posizione di vice presidente della regione speciale, oltre ad ottenere la carica di vicepresidente del consiglio nazionale per la difesa dall'ottobre del 1946, ottenendo il grado di colonnello nel 1949. Tra il 1946 ed il 1978 Paku Alam VIII venne chiamato spesso a sostituire Hamengkubuwono IX come presidente della medesima regione e per i suoi molteplici impegni governativi.
Dopo la morte di Hamengkubuwono IX nel 1988, Paku Alam VIII sostituì il defunto sovrano nel suo ruolo di governatore della regione speciale di Yogyakarta, conservando tale carica sino alla fine della sua vita nel 1998. Va aggiunto inoltre che il 20 maggio 1998, assieme a Hamengkubuwono X, pubblicò una dichiarazione congiunta per sostenere la riforma della pace in Indonesia. Morì ad ogni modo pochi mesi dopo, l'11 settembre.